# Lothar Böhme

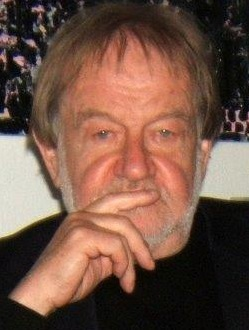
Lothar Böhme 2009 Berlin

Lothar Böhme (* 26. Juli 1938 in Berlin) ist ein deutscher Maler. Er wird der Berliner Schule zugerechnet. Böhmes Motive konzentrieren sich auf Akt, Stillleben und Kopf. Seine Bildfiguren erlangen ihre Eindrücklichkeit durch strenge Formenreduktion.

## Leben und Werk
Böhme absolvierte 1954 bis 1956 eine Ausbildung als Dekorateur und studierte von 1957 bis 1961 Messegestaltung in der Meisterschule für das Kunsthandwerk Berlin-Charlottenburg bei Günter Scherbarth und Heinz Weißbrich. Der Bau der Berliner Mauer zwang ihn zum Abbruch des Studiums und er richtete sich in Berlin-Pankow ein Atelier ein und lebte als freier Maler. Von 1965 bis 1990 war er Mitglied des Verbandes Bildender Künstler. Von 1976 bis 1990 leitete er einen Zirkel für Autodidakten am Otto-Nagel-Haus und war auf diese Weise ein wichtiger Förderer des künstlerischen Nachwuchses in der DDR. Böhme war in der DDR u. a. auf wichtigen zentralen Ausstellungen vertreten, darunter von 1977 bis 1988 auf der VIII. bis X. Kunstausstellung der DDR in Dresden. 1988 nahm er an der Biennale Venedig teil. Seit 1994 ist Böhme Mitglied der Akademie der Künste in Berlin.
Böhme war seit 1964 mit der Malerin Christa Böhme verheiratet.

## Rezeption
„Lothar Böhme hält fest am Kanon seiner einsamen Figur. Sein konzentriertes Malen an der Einzelfigur dauert an. Doch das Motiv des weiblichen Aktes wird immer mehr verlassen zugunsten der elementaren Definition von Malerei: Volumen – Fläche – Raum. Der ursprüngliche Malakt ist wichtiger geworden. Die kompromisslose Malerei Lothar Böhmes, die sich stets fernhielt von ideologischer Verkrümmung, muss sich heute weder aufrichten noch “wenden”, sie ist einfach da und steht in ihrer malerischen Kompaktheit als vitale Tatsache im Raum. Aus dem Zeittunnel der Jahre lässt der Maler … seine lange aufgestauten, dunklen Geschöpfe mit geballter Wucht in das Licht der Öffentlichkeit treten".

## Ehrungen
- 1992 Käthe-Kollwitz-Preis der Akademie der Künste (Berlin)
- 1994 Fred-Thieler-Preis für Malerei
- 2006 Gerhard-Altenbourg-Preis

## Öffentliche Sammlungen und Museen mit Werken Böhmes (unvollständig)
- Lindenau-Museum Altenburg/Thür.
- Nationalgalerie Berlin
- Kunstsammlung Berlin-Pankow[3]
- Galerie Neue Meister Dresden[4]
- Kupferstichkabinett Dresden[4]
- Otto-Dix-Haus Gera

## Ausstellungen (Auswahl)
- 1972 Berlin, Galerie im Turm (mit Christa Böhme)
- 1974 Magdeburg, Klubgalerie des Kulturbundes (mit Christa Böhme)
- 1976 Berlin, Galerie am Prater
- 1978 Dresden, Leonhardi-Museum
- 1982 Berlin, Staatliche Museen, Nationalgalerie im Alten Museum
- 1985 Berlin, Galerie Mitte
- 1988 Berlin, Galerie im Alten Museum
- 1991 Berlin, Ephraim-Palais
- 1991 Leipzig, Museum der bildenden Künste
- 1994 Berlin, Berlinische Galerie, Fred-Thieler-Preis für Malerei
- 1996 Berlin, Brecht-Haus Weißensee
- 1997 Mülheim an der Ruhr, Städtisches Museum
- 1997 Düsseldorf, Galerie Mersmann
- 1998 Berlin, Galerie Refugium
- 1999 Berlin, Galerie Parterre
- 2001 Berlin, Kunstverein Herzattacke (mit Strawalde)
- 2002 Berlin, Kunstverein Herzattacke
- 2003 Berlin, Brecht-Haus Weißensee
- 2003 Berlin, Bundeskanzleramt (mit Strawalde)
- 2005 Rheinsberg, Kurt Tucholsky Literaturmuseum, Schloss Rheinsberg
- 2006 Dresden, Galerie Beyer
- 2006 Tokio, Galerie MMG
- 2007 Altenburg, Lindenau-Museum Altenburg
- 2008  Berlin, Galerie Pankow (Malerei)[5]
- 2008 Dresden, Galerie Beyer (mit Elke Hopfe und Micha Reich)
- 2008 Dresden, Leonhardi-Museum
- 2011 Dresden, Galerie Beyer
- 2013 Berlin, Galerie Parterre (Malerei und Arbeiten auf Papier; Werkschau zum 75. Geburtstag)[6]
- 2017 Cottbus, Brandenburgisches Landesmuseum für moderne Kunst („Christa Böhme, Lothar Böhme. Innerlich frei bleiben“)
- 2023 Berlin, Galerie Pankow

## Porträts
Film:
- Atelierbesuch bei Lothar Böhme (Deutschland 2008). Regie: Norbert Wartig (* 1973). Produktion: LNW FILM